# Cottus sabaudicus
Cottus sabaudicus är en fiskart som beskrevs av Valentina Grigorievna Sideleva 2009. Cottus sabaudicus ingår i släktet Cottus och familjen simpor. Inga underarter finns listade i Catalogue of Life.